# Marcus Gabinius Acutus
Marcus Gabinius Acutus war ein antiker römischer Toreut (Metallbearbeiter), der in der zweiten Hälfte des 1. Jahrhunderts in Kampanien tätig war.
Marcus Gabinius Acutus ist heute nur noch aufgrund von sechs Signaturstempeln auf Bronzekasserollen bekannt. Alle sechs wurden in Italien gefunden, fünf davon in Pompeji, also in Kampanien. Möglich ist somit, dass Marcus Gabinius Acutus vor allem für den lokalen Markt produzierte.
1. Bronzekasserolle; gefunden in Pompeji, heute im Archäologischen Nationalmuseum Neapel.[1]
2. Bronzekasserolle; gefunden in Pompeji, heute im Archäologischen Nationalmuseum Neapel.[2]
3. Bronzekasserolle; gefunden in Pompeji, heute im Archäologischen Nationalmuseum Neapel.[3]
4. Bronzekasserolle; gefunden in Pompeji, heute im Archäologischen Nationalmuseum Neapel.[4]
5. Bronzekasserolle; gefunden in Pompeji, heute im Archäologischen Nationalmuseum Neapel.[5]
6. Bronzekasserolle; gefunden in Italien, heute im Musée des Antiquités Nationales in Saint-Germain-en-Laye.[6]

## Einzelbelege
1. ↑  Inventarnummer ?; Richard Petrovszky: Studien zu römischen Bronzegefäßen mit Meisterstempeln. Leidorf, Buch am Erlbach 1993, S. 261, Nr. G.01.01.
2. ↑  Inventarnummer 73150; Richard Petrovszky: Studien zu römischen Bronzegefäßen mit Meisterstempeln. Leidorf, Buch am Erlbach 1993, S. 261, Nr. G.01.02; CIL 10, 8071,39b
3. ↑  Inventarnummer 73199; Richard Petrovszky: Studien zu römischen Bronzegefäßen mit Meisterstempeln. Leidorf, Buch am Erlbach 1993, S. 261, Nr. G.01.03;
4. ↑  Inventarnummer 118778; Richard Petrovszky: Studien zu römischen Bronzegefäßen mit Meisterstempeln. Leidorf, Buch am Erlbach 1993, S. 261, Nr. G.01.04; CIL 10, 8071,39a
5. ↑  Inventarnummer 73388; Richard Petrovszky: Studien zu römischen Bronzegefäßen mit Meisterstempeln. Leidorf, Buch am Erlbach 1993, S. 261, Nr. G.01.05; CIL 10, 8071,39a
6. ↑  Inventarnummer 19470; Richard Petrovszky: Studien zu römischen Bronzegefäßen mit Meisterstempeln. Leidorf, Buch am Erlbach 1993, S. 261, Nr. G.01.06; CIL 13, 10027,1

| Personendaten    | Personendaten                                |
| ---------------- | -------------------------------------------- |
| NAME             | Gabinius Acutus, Marcus                      |
| ALTERNATIVNAMEN  | Gabinius Acutus, M.; Acutus, Gabinius Marcus |
| KURZBESCHREIBUNG | antiker römischer Toreut                     |
| GEBURTSDATUM     | 1. Jahrhundert                               |
| STERBEDATUM      | 1. Jahrhundert oder 2. Jahrhundert           |